# Blastobasis incuriosa
Blastobasis incuriosa là một loài bướm đêm thuộc họ Blastobasidae. Nó được tìm thấy ở Úc.